# Cœur secret
Pour plus de détails, voir Fiche technique et Distribution.
Cœur secret (The Secret Heart) est un film américain en noir et blanc réalisé par Robert Z. Leonard, sorti en 1946.

## Synopsis
Lee prend le bateau pour les États-Unis pour épouser Larry, un banquier veuf et père de deux enfants : Chase, onze ans, et Penny, sept ans. À bord elle rencontre Chris Matthews, un grand ami de Larry. Un sentiment naît entre eux, mais Lee ne veut pas y donner suite et épouse Larry. Larry est un excellent pianiste qui, pour plaire à son père, a pris un emploi à la banque au lieu de faire carrière dans la musique. Frustré et insatisfait, il est devenu alcoolique. Deux ans après le mariage, Larry se suicide en se jetant dans l’océan. On découvre bientôt qu'il a volé de l'argent aux clients de la banque. Pour protéger sa famille du scandale, Lee déménage à New York où elle trouve un emploi pour pouvoir rembourser les dettes de son défunt mari. Elle demande à Chris Matthews de ne pas chercher à la revoir.
Dix ans s'écoulent. Penny, à qui on caché la vérité sur la cause de la mort de son père, est perturbée depuis la tragédie, et voit un psychanalyste. Toujours distante avec sa belle-mère, elle étudie le piano avec brio mais ne joue que lorsqu'elle est seule. Chase s'étant vu offrir un emploi dans la compagnie maritime de Chris Matthews, ce dernier revoit Lee. Tous deux ont conservé les mêmes sentiments l'un pour l'autre. Quand Penny apprend que Chris était le meilleur ami de son père, elle se sent proche de lui et croit tomber amoureuse. Mais lorsque son frère Chase lui apprend que leur père s'est suicidé, et qu'elle voit Chris embrasser Lee, elle veut se suicider au même endroit que son père. Elle est sauvée in extremis par Lee qui lui révèle les causes du suicide de son père. Après le choc initial, la jeune fille se remet, parvient à obtenir son baccalauréat, à accepter Chris comme beau-père, mais surtout elle embrasse Lee, ce qu'elle n'avait jamais pu faire auparavant.

## Fiche technique
- Titre : Cœur secret
- Titre original : The Secret Heart
- Réalisation : Robert Z. Leonard
- Scénario : Whitfield Cook et Anne Morrison Chapin, d'après une histoire de William Brown Meloney et Rose Franken
- Musique : Bronisław Kaper
- Direction artistique : Edward C. Carfagno et Cedric Gibbons
- Costumes : Irene
- Photographie : George J. Folsey
- Montage : Adrienne Fazan
- Producteur : Edwin H. Knopf
- Société de production et de distribution : Metro-Goldwyn-Mayer (MGM)
- Pays de production :  États-Unis
- Langue originale : anglais américain
- Format : noir et blanc — 35 mm — 1,37:1 — son : mono (Western Electric Sound System)
- Genre : drame psychologique
- Durée : 97 minutes
- Dates de sortie :
  - États-Unis : 25 décembre 1946
  - France : 21 juillet 1948

## Distribution
- Claudette Colbert : Leola 'Lee' Addams
- Walter Pidgeon : Chris Matthews
- June Allyson : Penny Addams
- Lionel Barrymore : Dr Rossiger
- Robert Sterling : Chase N. Addams
- Marshall Thompson : Brandon 'Brandy' Reynolds
- Elizabeth Patterson : Mme Stover
- Richard Derr : Larry Addams
- Patricia Medina : Kay Burns
- Eily Malyon : Miss Hunter
- Ann Lace : Penny enfant
- Dwayne Hickman : Chase enfant
- Hume Cronyn : voix

Acteurs non crédités
- Clinton Rosemond : William
- Wyndham Standing : un majordome